# 高石ともや
高石 ともや（たかいし ともや、高石 友也とも、本名・尻石 友也〈しりいし ともや〉、1941年〈昭和16年〉12月9日 - 2024年〈令和6年〉8月17日）は、日本のフォークシンガー。代表作は「受験生ブルース」。

## 人物と略歴
1960年代後半の日本のフォークソングの創世期以来、2020年代まで現役フォークシンガーとして活動し、また、マラソンランナーとしても活躍した。
幼少期は政略結婚で不幸と愚痴を言っていた母親に虐待を受けご飯も家族1人だけ食べさせてもらえなかった。60歳になって友人に打ち明けて初めて楽になった。大阪の蕎麦屋に働いている時、アメリカのフォークソングに日本語の歌詞をつけて歌ったら周りが応援してくれてギター一本で歌い始めた所反戦ブームにのって人気が出た。ビクターレコードから声がかかり、フォークソングというジャンルは当時なく、演歌歌手として活動した。同期は森進一。
1960年代後半、全国各地でメッセージ・フォークを歌い、「受験生ブルース」などの話題作も発表。1970年代に入り、ブルーグラスやトラディショナル・フォーク、日本の民謡などを歌い始める。ザ・ナターシャー・セブンとして活動の他、宵々山コンサートを始める。
使用する楽器は、ギター、フィドル、バンジョー、ハーモニカ、オートハープ、ベース、ドブロ・ギター、マンドリン、トロンボーン、ボーラン（アイリッシュドラム）と多彩。
TVでは1980年代、NHK（中部地方）の番組「北陸東海」において、高石が東海・北陸7県を旅する「高石ともやの味な旅」に出演していた（なお番組出演者は後年、安田文吉（文さんの味な旅）を経て河島英五（英五のろまんちすと紀行）へと引き継がれている）。
ランナーとしても活躍し、国内外のマラソンやトライアスロンの大会にも数多く参加している。ホノルルマラソンには、第5回の1977年（36歳）の初参加以来、毎年連続出場している。毎年出ると良い事は招待選手と一緒に前の方からスタートできる点でこの気持ちよさで毎年出ている。
また、日本初のトライアスロン大会（第一回全日本トライアスロン皆生大会）にて優勝を飾っているほか、トランス・アメリカフットレース（アメリカ大陸横断レース）の第二回大会に参加し日本人初の完走者となっている。
1967年結婚。一女一男あり。長く京都市に在住。
琵琶湖ジョギングコンサートを27年続けていた。
2012年7月、これから先20年走るために、狭窄症の手術を受ける。手術は40歳の時の胆石の手術以来で2回目。2回とも北山修の勧めで手術することになった。
2024年8月17日、膵がんのため、京都市内の病院で死去した。82歳没。

## 活動の記録

### 1960年代後半 関西フォーク・アングラフォーク
1941年12月9日、北海道空知管内の雨竜郡雨竜町に生まれる。家業は鮮魚店。無類の音楽好きだった兄の影響を受け、小学生のころはジャズファンで、中学では内緒で兄のギターをいじっている内に、ギターの魅力にとりつかれた。北海道滝川高等学校に入学してからはスチール・ギターに熱中、同級生3人でハワイアン・バンドをつくった（マヒナスターズものをやっていたが、歌はダメだった）。二年生のときに吹奏楽部ができた際は真っ先に参加。高校卒業後、キリスト教に興味があったことと経済的な理由で、1960年に立教大学文学部日本文学科に入学（6年目に卒論「落語と落語家－その流れ」を、教授が毛筆で書いたら”優”をやるという理由で、全文毛筆で書き上げた）。学費を稼ぐため、新潟県赤倉スキー場や釜ヶ崎で土木作業員、エレベーターボーイ、氷の配達、屋台のラーメン屋、印刷屋、夜警、スキーのコーチ、家庭教師、清掃員などをやりつつ、ピート・シーガーやボブ・ディランらの歌を訳しフォークソングを歌い始める。1966年7月の大阪YMCAキャンプで初めて人前で歌い、1966年9月19日の大阪労音フォーク・ソング愛好会のコンサートが初ステージ。
1966年10月10日、アート・プロモーション主催のコンサート「第2回フォーク・フォーク・フォーク」に飛び入りで参加し、ここで秦政明に見出される。秦は高石を自宅に居候させ、マネジメントとプロモーションを始めた。
1966年11月頃より「高石友也」の名で活動を開始。各地の労働組合や学校のイベント、労音、反戦集会、などに出演し、社会運動の支援者やシンパを増やしていくかのように、高石とフォークソングを日本各地に広めていった。また、1966年12月20日、シングル「かごの鳥ブルース」でレコードデビュー。1967年4月28日、最初の「高石友也リサイタル」を毎日ホール（大阪）で開催する。同年7月29日、京都・高雄での第1回フォークキャンプに参加。
1967年9月、秦は『高石音楽事務所』（1970年1月に『音楽舎』に社名変更したが、これは事務所が呼び屋として海外から外タレなどの興行を打つとき、高石の名前があることで、商業ベースに走ると思われることを、高石が嫌がったためとされる）を開設。より本格的に高石のマネジメントを行う。また、イベントやコンサートの企画や開催、新たなアーティストの発掘を始めた。この高石事務所には、岡林信康、五つの赤い風船、中川五郎ら、関西フォーク陣の他、東京で活動していた高田渡、遠藤賢司、ジャックスも所属し、その中心人物であった高石は、フォークソング、関西フォーク、アングラ・フォークの元祖、旗手などとも呼ばれるようになる。
ボブ・ディランの「ノース・カントリー・ブルース」に、中川五郎が受験生を題材にした替え歌をのせて、中川自身のコンサートで歌っていた「受験生ブルース」に、高石が新たな曲を付けて、高石もコンサートで取り上げた。高石の「受験生ブルース」が1968年2月25日にレコード化されると、累計で90万枚の大ヒット。広く名が知られるようになる。
しかし、1969年12月7日 の冬眠コンサート（大阪・フェスティバルホール） を最後に、一旦、音楽活動を停止する。この背景には、過度なイベントやコンサートに追われ、また、反戦活動・学生運動と共にあったメッセージ・フォークを歌う者としての存在への疲弊感があったといわれる。
そして高石事務所も、1970年1月1日に音楽舎と社名を変更する。

### 1970年代以降 フォークソングの原点へ
高石は、フォークソングの原点を探し始める。1969年12月16日、福井県遠敷郡名田庄村（現在の大飯郡おおい町）に移り住み、年が明けた1月7日、一人アメリカへと渡る。アメリカを旅をする中、自然を基盤とした生活に目覚める。同年5月17日に帰国の後、音楽活動を再開。ブルーグラスやトラディショナル・フォーク、日本の民謡、あるいは自身の生活を歌い、特に野外でのコンサート活動を中心として全国各地を廻り始める。
1971年1月30日に「バックステップ・カントリーバンド」を結成。同年2月28日に「ザ・ナターシャー・セブン」と改名する。ザ・ナターシャー・セブンとしての活動は1984年頃まで続いた。また、1973年から永六輔らと始めた「宵々山コンサート」は京都の夏の風物詩となった。1977年からはヒューマン ズーに参加。
名田庄村には1982年まで住み、その後は京都市に移る。しかしスタイルは変わらず、今もフォークソングを歌い続けている。
1982年のホテルニュージャパンの火災でザ・ナターシャー・セブンを影で支えた榊原詩朗が死去し、心痛で引退も考えたという。

## ディスコグラフィ
※　高石友也とザ・ナターシャー・セブン名義の作品は、ザ・ナターシャー・セブンを参照。

### シングル
| 発売日           | 面           | タイトル                        | 作詞                                        | 作曲               | 編曲         | 規格         | 規格品番     |
| 日本ビクター     | 日本ビクター | 日本ビクター                    | 日本ビクター                                | 日本ビクター       | 日本ビクター | 日本ビクター | 日本ビクター |
| ---------------- | ------------ | ------------------------------- | ------------------------------------------- | ------------------ | ------------ | ------------ | ------------ |
| 1966年12月20日   | A            | かごの鳥ブルース                | 水島哲                                      | 不祥               | 寺岡真三     | EP           | SV-506       |
| 1966年12月20日   | B            | 恋のノンキ節                    | 添田啞蟬坊 替え歌：山上路夫                 | 添田啞蟬坊         | 寺岡真三     | EP           | SV-506       |
| 1967年3月        | A            | 想い出の赤いヤッケ              | 生田圭                                      | 不祥               | 近藤進       | EP           | SV-543       |
| 1967年3月        | B            | 白い傘                          | 青山喬                                      | 不祥               |              | EP           | SV-543       |
| 1968年2月25日    | A            | 受験生ブルース                  | 中川五郎                                    | 高石友也           | 近藤進       | EP           | SV-681       |
| 1968年2月25日    | B            | 受験生ブルース                  | 中川五郎                                    | 高石友也           | 近藤進       | EP           | SV-681       |
| 1968年11月       | A            | 北の国へ                        | 高石友也                                    | 高石友也           | 近藤進       | EP           | SV-758       |
| 1968年11月       | B            | 主婦のブルース                  | 中川五郎                                    | 高石友也           | 近藤進       | EP           | SV-758       |
| 1969年3月        | A            | 坊や大きくならないで            | トリン・コン・ソン 訳：浅川しげる・高石友也 | トリン・コン・ソン | 青木昇       | EP           | SV-810       |
| 1969年3月        | B            | もしも平和になったなら          | トリン・コン・ソン 訳：浅川しげる・高石友也 | トリン・コン・ソン | 青木昇       | EP           | SV-810       |
| 1969年9月5日     | A            | 死んだ男の残したものは（その1） | 谷川俊太郎                                  | 武満徹             | 林光         | EP           | SV-1055      |
| 1969年9月5日     | B            | 死んだ男の残したものは（その2） | 谷川俊太郎                                  | 武満徹             | 高石友也     | EP           | SV-1055      |
| URC              |              |                                 |                                             |                    |              |              |              |
| 1969年10月       | A            | ホーチミンのバラード            | イワン・マッコール 訳：高石友也             | イワン・マッコール |              | EP           | URS-0014     |
| 1969年10月       | B            | ベトナムの空                    | 日高義                                      | 日高義             |              | EP           | URS-0014     |
| 高石ともや事務所 |              |                                 |                                             |                    |              |              |              |
| 1992年           | 1            | かけてゆく君は風                | 自切俳人                                    | 自切俳人           |              | CD           |              |
| 1992年           | 2            | 長い道                          |                                             |                    |              | CD           |              |
| 1992年           | 3            | 君はランナー                    |                                             |                    |              | CD           |              |
| AM KOBE          |              |                                 |                                             |                    |              |              |              |
| 1995年           | 1            | 何とか元気をやっています        |                                             |                    |              | CD           | KOBE-001     |
| 1995年           | 2            | 陽気にゆこう                    |                                             |                    |              | CD           | KOBE-001     |
| マクランサ       |              |                                 |                                             |                    |              |              |              |
| 1999年6月20日    | 1            | Good Day For You                |                                             |                    |              | CD           |              |
| ABCラジオ        |              |                                 |                                             |                    |              |              |              |
| 2002年3月        | 1            | もう一歩                        |                                             |                    |              | CD           | ABCR-4343    |
| 2002年3月        | 2            | 明日へ                          |                                             |                    |              | CD           | ABCR-4343    |

### アルバム

#### オリジナル・アルバム
| 発売日             | アルバム | 規格           | 規格品番     | 備考                 |
| 日本ビクター       | 日本ビクター | 日本ビクター   | 日本ビクター | 日本ビクター         |
| ------------------ | --- | -------------- | ------------ | -------------------- |
| 1967年9月          | 想い出の赤いヤッケ 高石友也フォーク・アルバム A面 1. 想い出の赤いヤッケ 2. 明日は知れない 3. 白い傘 4. 生きのこり 5. 俺らの空は鉄板だ 6. かごの鳥ブルース 7. 一人の手 B面 1. 冷たい雨 2. 小さな箱 3. 死んだ女の子 4. 学校で何を習ったの 5. 死んだ男の残したものは 6. チューインガム一つ ボーナス・トラック 1. かごの鳥ブルース（シングル・バージョン） 2. 恋のノンキ節 3. 想い出の赤いヤッケ（シングル・バージョン） 4. 白い傘（シングル・バージョン） | LP             | SJV-279      |                      |
| 1995年11月29日     | 想い出の赤いヤッケ 高石友也フォーク・アルバム A面 1. 想い出の赤いヤッケ 2. 明日は知れない 3. 白い傘 4. 生きのこり 5. 俺らの空は鉄板だ 6. かごの鳥ブルース 7. 一人の手 B面 1. 冷たい雨 2. 小さな箱 3. 死んだ女の子 4. 学校で何を習ったの 5. 死んだ男の残したものは 6. チューインガム一つ ボーナス・トラック 1. かごの鳥ブルース（シングル・バージョン） 2. 恋のノンキ節 3. 想い出の赤いヤッケ（シングル・バージョン） 4. 白い傘（シングル・バージョン） | CD             | VICL-18232   |                      |
| 2006年1月21日      | 想い出の赤いヤッケ 高石友也フォーク・アルバム A面 1. 想い出の赤いヤッケ 2. 明日は知れない 3. 白い傘 4. 生きのこり 5. 俺らの空は鉄板だ 6. かごの鳥ブルース 7. 一人の手 B面 1. 冷たい雨 2. 小さな箱 3. 死んだ女の子 4. 学校で何を習ったの 5. 死んだ男の残したものは 6. チューインガム一つ ボーナス・トラック 1. かごの鳥ブルース（シングル・バージョン） 2. 恋のノンキ節 3. 想い出の赤いヤッケ（シングル・バージョン） 4. 白い傘（シングル・バージョン） | CD             | VICL-61858   | ボーナス・トラック入 |
| 1969年6月          | 坊や大きくならないで 高石友也フォーク・アルバム第3集 A面 1. 坊や大きくならないで 2. お捨てメリンダ 3. 竹田の子守唄 4. ハッシュ・リトル・ベビィ 5. 血まみれの鳩 6. 明日なき世界 B面 1. ランブリン・ボーイ 2. 北の国へ 3. 労務者とは云え 4. おいで僕のベッドに 5. ときは流れる 6. 青年は荒野をめざす 7. もしも平和になったなら ボーナス・トラック 1. 死んだ男の残したものは（その１）（シングル・バージョン） 2. 死んだ男の残したものは（その２）（シングル・バージョン） 3. おいで僕のベッドへ（オーケストラ・バージョン） 4. イムジン河                                                                                                 | LP             | SJV-405      |                      |
| 1995年11月29日     | 坊や大きくならないで 高石友也フォーク・アルバム第3集 A面 1. 坊や大きくならないで 2. お捨てメリンダ 3. 竹田の子守唄 4. ハッシュ・リトル・ベビィ 5. 血まみれの鳩 6. 明日なき世界 B面 1. ランブリン・ボーイ 2. 北の国へ 3. 労務者とは云え 4. おいで僕のベッドに 5. ときは流れる 6. 青年は荒野をめざす 7. もしも平和になったなら ボーナス・トラック 1. 死んだ男の残したものは（その１）（シングル・バージョン） 2. 死んだ男の残したものは（その２）（シングル・バージョン） 3. おいで僕のベッドへ（オーケストラ・バージョン） 4. イムジン河                                                                                                 | CD             | VICL-18234   |                      |
| 2006年1月21日      | 坊や大きくならないで 高石友也フォーク・アルバム第3集 A面 1. 坊や大きくならないで 2. お捨てメリンダ 3. 竹田の子守唄 4. ハッシュ・リトル・ベビィ 5. 血まみれの鳩 6. 明日なき世界 B面 1. ランブリン・ボーイ 2. 北の国へ 3. 労務者とは云え 4. おいで僕のベッドに 5. ときは流れる 6. 青年は荒野をめざす 7. もしも平和になったなら ボーナス・トラック 1. 死んだ男の残したものは（その１）（シングル・バージョン） 2. 死んだ男の残したものは（その２）（シングル・バージョン） 3. おいで僕のベッドへ（オーケストラ・バージョン） 4. イムジン河                                                                                                 | CD             | VICL-61860   | ボーナス・トラック入 |
| 1971年             | 高石友也フォーク・アルバム第一集 A面 1. 時代は変る 2. 旅立つ人 3. お父帰れや 4. 受験生ブルース 5. のんき節 6. 橋を作ったのはこの俺だ 7. 想い出の赤いヤッケ B面 1. 死んだ男の残したものは 2. 明日は知れない 3. 北の国へ 4. 冷たい雨 5. 白い傘 6. 竹田の子守唄 7. かごの鳥ブルース | LP             | SF-1005      |                      |
| 1975年11月         | 高石友也フォーク・アルバム第一集 A面 1. 時代は変る 2. 旅立つ人 3. お父帰れや 4. 受験生ブルース 5. のんき節 6. 橋を作ったのはこの俺だ 7. 想い出の赤いヤッケ B面 1. 死んだ男の残したものは 2. 明日は知れない 3. 北の国へ 4. 冷たい雨 5. 白い傘 6. 竹田の子守唄 7. かごの鳥ブルース | LP             | SF-10005     |                      |
| 1971年             | 高石友也フォーク・アルバム第二集 A面 1. 坊や大きくならないで 2. 小さな箱 3. ランブリン・ボーイ 4. 学校で何を習ったの 5. 労務者とは云え 6. お捨てメリンダ 7. もしも平和になったなら B面 1. 明日なき世界 2. 生きのこり 3. ときは流れる 4. 血まみれの鳩 5. 一人の手 6. チューインガム一つ 7. 俺らの空は鉄板だ | LP             | SF-1006      |                      |
| 1975年11月         | 高石友也フォーク・アルバム第二集 A面 1. 坊や大きくならないで 2. 小さな箱 3. ランブリン・ボーイ 4. 学校で何を習ったの 5. 労務者とは云え 6. お捨てメリンダ 7. もしも平和になったなら B面 1. 明日なき世界 2. 生きのこり 3. ときは流れる 4. 血まみれの鳩 5. 一人の手 6. チューインガム一つ 7. 俺らの空は鉄板だ | LP             | SF-10006     |                      |
| ポリドールレコード | |                |              |                      |
| 1972年12月15日     | 東風 ※ 全作詞：鵬風太郎、全作曲・編曲：宇野誠一郎。 A面 1. 張子の虎 2. 賛成・反対 3. 東風の吹く国 4. きちんと物を考えよう 5. 流れる水 6. 青年は午前９時の太陽だ B面 1. 梨の実をかじる歌 2. 重い荷物と軽い荷物 3. 上手なピアニスト 4. フェニックスは火から生れる 5. 調査なくして発言権なし 6. 毛沢東と話してみたい | LP             | MR-5023      |                      |
| 2007年3月9日       | 東風 ※ 全作詞：鵬風太郎、全作曲・編曲：宇野誠一郎。 A面 1. 張子の虎 2. 賛成・反対 3. 東風の吹く国 4. きちんと物を考えよう 5. 流れる水 6. 青年は午前９時の太陽だ B面 1. 梨の実をかじる歌 2. 重い荷物と軽い荷物 3. 上手なピアニスト 4. フェニックスは火から生れる 5. 調査なくして発言権なし 6. 毛沢東と話してみたい | CD             | PROA-93      | 紙ジャケット仕様。   |
| JFPA               | |                |              |                      |
| 1992年             | 高石ともやのファミリー・フォーク 12曲集 1. たづるさん 2. 君よそよ風になれ 3. 私を待つ人がいる 4. 街 5. 春を待つ少女 6. そのままでそのままで 7. はじまりの日に 8. 君はランナー 9. 長い道 10. オレンジの木 11. NAMES ネイムズ 12. 野の花の歌が聞こえますか | CD             | TAKA-1       |                      |
| 大月書店           | |                |              |                      |
| 1993年11月         | さあ、陽気にゆこう 1. 想い出の赤いヤッケ 2. 拝啓 大統領殿 3. 受験生ブルース 4. 死んだ男の残したものは 5. ちっちゃな箱 6. わらぶきの屋根 7. 陽気にゆこう 8. おひさまソング（田舎ぐらし） 9. 私の子どもたちへ 10. 黒い機関車チューチュー 11. 街 12. ホノルル・モーニング・ラン 13. 私に人生といえるものがあるなら 14. 八ヶ岳 15. サイド・バイ・サイド 16. 長い道（Long Way) 17. 十字架に帰ろう 18. 西園小学校校歌 19. 母は年老いて 20. さあ、お祭りだ！ 21. 川よ 22. ヘイ・ミスター・キム 23. We Shall Overcome 勝利を我らに 24. マイ・ランブリン・ボーイ 25. ロンドンデリーの歌 26. ネイムズ 27. 野の花のうたが聞こえますか 28. 旅の途中 | CDブック       |              |                      |
| マクランサ         | |                |              |                      |
| 1997年             | あわてなさんな ※ 高石ともやとザ・サファリンゲール名義 1. 川よ 2. 父の唄 3. あわてなさんな 4. リール 5. 春を待つ少女 6. ひとりぼっちの裸の子ども 7. イマジン 8. 私の子どもたちへ 9. ジグ(Jig) 10. 初恋 11. じゃあね 12. Ondo-よさぶら(音頭与三郎) 13. ワクワク 14. シアトルへ行こう 15. 谷間の虹 | CD             | MAC-7        |                      |
| 1999年             | 自分をほめてやろう 1. ホノルル・モーニング・ラン 2. 孤独のマラソン・ランナー 3. 長距離ランナー 4. サマー・タイム・ドリーム 5. 君はランナー 6. 自分をほめてやろう 7. 蝉しぐれ 8. エイド・ステーション 9. グット・ディ・フォー・ユー 10. 長い道 11. かけのぼれ夢よ 12. 君よそよ風になれ | CD             | MAC-11       |                      |
| 高石ともや事務所   | |                |              |                      |
| 2008年             | 巡礼歌集 1. 山青く海青く 2. 花ざかり 3. 衣更え 4. 行く人来る人 5. 蓮華合掌 6. 仲よく仲よく 7. 明日香を横切って 8. 訪ねよう 9. 不空羂索 10. 宇治・花ものがたり 11. 山深く上醍醐 12. 水の音 13. 石山詣 14. 三井寺の鐘 Gone On 15. 静かなり 16. それぞれの秋・清水 17. 捨ててこそ・空也さん 18. 姉・三・六角 19. 革堂の屋根 20. 全山紅葉 21. 亀岡・涅槃像 22. Now & Here すべてよし 23. 信仰・観光・健康 24. 安産祈願 25. 紅紫の九輪草 26. 陽だまりの縁側 27. ラスト・サムライたちは 28. 美人観音 29. 若狭路 30. ひとつの船に 31. 檜皮葺 32. 平成開眼 33. 旅の終り                                                                         | CDソングブック |              |                      |
| 2008年11月5日      | －もう一歩－ 高石ともや 詩歌集 1. もう一歩 2. 水は頑張らない（水のものがたり） 3. Run River Run!（いび川マラソン・テーマ曲） 4. 街 | CD             |              |                      |

#### ライヴ・アルバム
| 発売日         | アルバム | レーベル                   | 規格 | 規格品番     | 備考                       |
| -------------- | --- | -------------------------- | ---- | ------------ | -------------------------- |
| 1968年         | 受験生ブルース 高石友也フォーク・アルバム第2集～第2回・高石友也リサイタル ※ 1968年1月12日 大阪 サンケイホール実況より～ A面 1. 受験生ブルース 2. あの人の日曜日 3. お父帰れや 4. とび職ぐらし 5. のんき節 6. 時代は変る 7. 想い出の赤いヤッケ B面 1. 一人の手 2. 旅立つ人 3. あるおっさん云いはった 4. 拝啓大統領 5. 橋を作ったのはこの俺だ 6. 新しい日 7. We Shall Overcome 勝利を我らに ボーナス・トラック 1. 受験生ブルース（シングル・バージョン） 2. 友よ 3. 北の国へ（シングル・バージョン） 4. 主婦のブルース | 日本ビクター               | LP   | SJV-354      |                            |
| 1995年11月29日 | 受験生ブルース 高石友也フォーク・アルバム第2集～第2回・高石友也リサイタル ※ 1968年1月12日 大阪 サンケイホール実況より～ A面 1. 受験生ブルース 2. あの人の日曜日 3. お父帰れや 4. とび職ぐらし 5. のんき節 6. 時代は変る 7. 想い出の赤いヤッケ B面 1. 一人の手 2. 旅立つ人 3. あるおっさん云いはった 4. 拝啓大統領 5. 橋を作ったのはこの俺だ 6. 新しい日 7. We Shall Overcome 勝利を我らに ボーナス・トラック 1. 受験生ブルース（シングル・バージョン） 2. 友よ 3. 北の国へ（シングル・バージョン） 4. 主婦のブルース | ビクターエンタテインメント | CD   | VICL-18233   | ボーナス・トラック入       |
| 2006年1月21日  | 受験生ブルース 高石友也フォーク・アルバム第2集～第2回・高石友也リサイタル ※ 1968年1月12日 大阪 サンケイホール実況より～ A面 1. 受験生ブルース 2. あの人の日曜日 3. お父帰れや 4. とび職ぐらし 5. のんき節 6. 時代は変る 7. 想い出の赤いヤッケ B面 1. 一人の手 2. 旅立つ人 3. あるおっさん云いはった 4. 拝啓大統領 5. 橋を作ったのはこの俺だ 6. 新しい日 7. We Shall Overcome 勝利を我らに ボーナス・トラック 1. 受験生ブルース（シングル・バージョン） 2. 友よ 3. 北の国へ（シングル・バージョン） 4. 主婦のブルース | ビクターエンタテインメント | CD   | VICL-61859   | ボーナス・トラック入       |
| 1978年12月21日 | 高石友也ファーストコンサート・関西フォークの出発 A面 1. 明日は知れない 2. 浪速子守唄 3. 白い傘 4. ベトナムの空 5. ジョニーの凱旋 6. のんき節 7. かあちゃんごらんよ B面 1. Little Boxes 2. What Did You Lean In School Today 3. We Shall Overcome 4. チューインガム一つ 5. よいとまけの唄 C面 1. Blowin' In The Wind 2. The House Of The Rising Sun 3. The Times They Are A-Changin' 4. 死んだ女の子 5. 旅立つ人 D面 1. 俺らの空は鉄板だ 2. シャボン玉 3. 死んだ男の残したものは 4. One Man'S Hands 5. We Shal Overcome | SMS Records                | LP   | SM38-4003-4  | 幻のフォークライブ傑作集。 |
| 1979年4月25日  | 高石友也ライブ（第3回リサイタル） ※ 1968年12月24日大阪・サンケイホールでの、高石友也第3回リサイタルの模様を収録。 A面 1. 友よ～風に吹かれて～友よ 2. 俺らの空は鉄板だ 3. ハタ織のブルース 4. 女工哀史 5. 現代節 B面 1. 受験生ブルース (NORTH CUNTRY BLUES) 2. 炭鉱町ブルース (NORTH CUNTRY BLUES) 3. 殺し屋のブルース 4. ベトナムの空 5. ホー・ホー・ホーチミン 6. もしも平和になったら 7. 坊や大きくならないで C面 1. 想いでの赤いヤッケ 2. ランブリング・ボーイ (MY RAMBLING’ BOY) 3. 北の国へ 4. 旅立つ人 5. おいでよ僕のベッドに (COME TO MY BEDSIDE MY DARLING) 6. 主婦のブルース D面 1. 戦争は知らない 2. 拝啓大統領殿 3. 腰まで泥まみれ (BIG MUDDY) 4. シャボン玉 5. 友よ | SMS Records                | LP   | SM38-4014-15 | 幻のフォークライブ傑作集。 |

## 作品

### テレビドラマ主題歌
- こんな男でよかったら（歌唱：渥美清、1973年 - よみうりテレビ、作曲）

### 校歌
- 札幌市立西園小学校
- 大阪府立八尾北高等学校
- クラーク記念国際高等学校
- 名古屋河合塾学園
- トライデントコンピュータ専門学校大阪
- 大和郡山市郡山東保育園園歌
- 宇陀市立菟田野小学校

## 出演

### テレビ
- バラエティー生活笑百科（2011年8月6日・2013年6月22日、NHK総合）

### ラジオ
- おはようパーソナリティ道上洋三です（朝日放送ラジオ）常連ゲスト
- 日本列島ズバリリクエスト（京都放送）
- MBSチャチャヤング（MBSラジオ）
- ハロー!ナショナルショウルーム（MBSラジオ）
- 高石ともや 風の季節（文化放送）
- 高石ともやのジョギング・ジョッキー（文化放送）
- ポプソン・フリーダム・ストリート〜高石ともやグッドライフグッドフィーリング〜（文化放送）

## 著書
- 『気分はいつもトライアスロン : 高石ともや・running・book1』〈ランナーズ・ブックス〉、ランナーズ、1986年10月1日。
- 『高石ともやの挑戦 気分は陽気なウルトラマン 高石ともや・running・book 2』ランナーズ（1989年）
- 『さあ、陽気にゆこう フォーク・ソング年代記』大月書店（1993年）
- 『Song of the runner アメリカ横断マラソン64日の物語』紫翠会出版（1994年）
- 『さあ、陽気にゆこう 2』ナナ・コーポレート・コミュニケーション（2002年）

### 共著
- 高石友也、岡林信康、中川五郎『フォークは未来をひらく : 民衆がつくる民衆のうた』〈新報新書〉、社会新報、1969年4月30日。